# Enkomi
Enkomi (grško starogrško Έγκωμη, Enkomi, turško Tuzla) je vas pri Famagusti na otoku Cipru. V bronasti dobi je bil pomembno mesto in morda prestolnica Alasije. Trenutno spada v Turško republiko Severni Ciper. 
Leta 1974 je imel okoli 800 prebivalcev grške nacionalnosti, ki so po turški invaziji vsi pobegnili v grški del Cipra. Leta 2011 je imel 2.645 prebivalcev, predvsem Turkov, izgnanih iz Larnake, in priseljencev iz turških provinc Adana in Trabzon.

## Zgodovina
Enkomi je bil naseljen v bronasti dobi. Naselje je stalo ob vhodu v zaliv, ki je zdaj zasut z muljem. Od približno 16. do 12. stoletja pr. n. št. je bil pomembno trgovsko središče za baker, ki so ga talili v mestu. Imel je tesno kulturne vezi z Ugaritom na obali Sirije.
Zapletena in zelo pomešana stratigrafija arheološkega najdišča ima štiri glavne arheološke sloje z več podsloji:
- Sloj  A: slabo predstavljen uvodni sloj  na živi skali;
- Sloja I A in B: začetek bronaste dobe, ko so bile utrdbe dvakrat porušene;
- Sloja II A in B z več podsloji: premišljeno razširjeno mesto iz 14. in 13. stoletja pr. n. št., ki je bilo uničeno okoli leta 1200 pr. n. št.
- Sloji III A, B in C: mikensko naselje, uničeno morda med napadom Ljudstev z morja (sloj III A). Sloj se nadaljuje s slojem III B, ki se konča z uničenjem okoli leta 1125 pr. n. št., in slojem III C, zadnjo mikensko fazo s pomešanim prebivalstvom.

V 13. stoletju pr. n. št. je bil Enkomi naseljen z Grki, tako kot večina mest na Cipru. Po 13. stoletju pr. n. št. so začela na južni obali Cipra nastajati rivalska mesta. Po potresu okoli leta 1050 pr. n. št. je bilo mesto opuščeno in omogočilo vzpon Salamisa.

## Alasija
René Dussaud je dokazal, da je Enkomi mesto, ki se v Amarnskih pismih in drugih besedilih,  vključno s hetitskimi, omenja kot Alasija. Heleni so še dolgo potem, ko je bila opuščena, ohranili njeno ime v kultu Alasijskega Apolona (grško Apollo Alasiotas). Njegovo ime se pojavlja na napisih na Cipru vse do 4. stoletja pr. n. št. Arheolog Joseph Offord trdi, da je Apollo Alasiotas ustrezal kanaanskemu bogu Rešefu, ki so ga preselili na Ciper. Nekaterih sodobnih zgodovinarjev njegove trditev ni prepričala. Rogati bog na sliki bi lahko ustrezal grškemu Apolonu.

## Izkopavanja
Po več kot deset letih ropanja in iskanja dragocenih grobnih pridatkov, je začel Enkomi  leta 1894–1896 sistematično raziskovati  A. S. Murray v imenu Britanskega muzeja. Kasneje se mu je pridružila odprava  Claudea F. A. Schaefferja, ki jeraziskovala v imenu Ciprskega oddelka za starine. Med pomembne najdbe spadajo napisi v linearni pisavi C in tako imenovani  "rogati bog",  bronast kipec boga z rogato čelado iz 12. stoletja pr. n. št. Drug dobro znan kipec je kipec boga s koničastim rogatim pokrivalom, oboroženega s ščitom in kopjem.